# Zoo du Bronx
Le zoo du Bronx est un parc zoologique américain situé à New York, dans l'arrondissement du Bronx. C’est l’un des plus grands zoos des États-Unis par sa superficie et le plus grand zoo métropolitain des États-Unis avec ses 107 ha de parcs et d’habitats naturalistes séparés par la rivière Bronx. Ouvert en 1899, il appartient et est géré par la Wildlife Conservation Society, qui s'occupe aussi notamment de l'aquarium de New York et du zoo de Central Park,. Aujourd’hui, le zoo du Bronx est mondialement connu pour sa vaste collection d’animaux et ses expositions primées. En moyenne, le zoo accueille 2,15 millions de visiteurs chaque année.

## Histoire
Il a ouvert ses portes, au sein du Bronx Park, le 8 novembre 1899 et regroupait alors 843 animaux. Le zoo avait pour objectifs de faire progresser les études zoologiques, de protéger des espèces sauvages, et d'éduquer les visiteurs. Les bâtiments permanents d’origine du zoo, connus sous le nom d’Astor Court, ont été conçus comme une série de pavillons Beaux-Arts regroupés autour de la grande piscine circulaire d’otaries. Les Rainey Memorial Gates ont été conçues par le sculpteur Paul Manship en 1934 et inscrites au Registre national des lieux historiques en 1972.

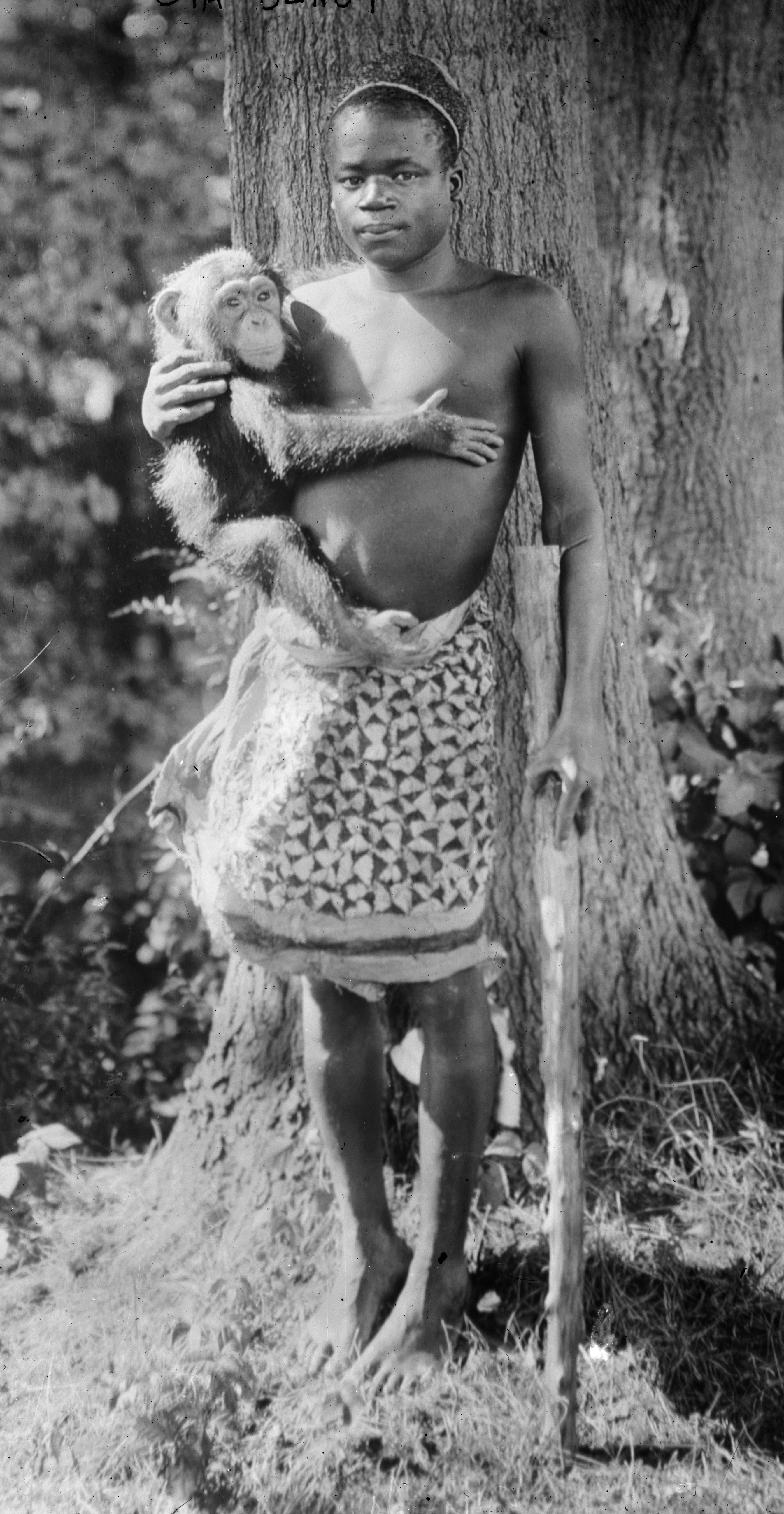
Ota Benga, pygmée congolais exposé au zoo du Bronx en 1906

Le zoo du Bronx a organisé un certain nombre de zoos humains au début du XXe siècle. Ota Benga, un pygmée congolais, fut un pensionnaire du parc, exposé dans la cage des singes et admiré par le public New-Yorkais. Il se suicida en mars 1916 d’un coup de revolver au cœur.

## Installations et faune présentée
Le zoo du Bronx a été l'un des premiers zoos en Amérique du Nord à placer les animaux dans des décors naturels plutôt que dans des cages, ce qui a permis de mélanger les espèces, tout en les installant dans un environnement proche de celui dont elles provenaient. Il existe cependant des séparations destinées à éviter que prédateurs et proies éventuelles ne se côtoient, telles que des fossés, ou des grillages. Toutefois, pour des raisons esthétiques, ces frontières ne sont pas toujours visibles.
Le zoo du Bronx abrite plus de 6 000 animaux de 650 espèces, dont beaucoup sont en voie de disparition ou menacées.
Le zoo du Bronx est connu pour le Wild Asia Tramway, un monorail à partir duquel les spectateurs peuvent voir les animaux asiatiques de très près : cette balade emmène les visiteurs à travers une zone de 16 hectares qui recrée les zones boueuses et les pâturages, les forêts et les berges des rivières d’Asie. Les visiteurs verront des tigres, des éléphants indiens, des rhinocéros indiens, des gaurs, des babiroussas, des buffles asiatiques, des sambars, des muntjacs dans leur habitat naturel.
African Plains permet aux visiteurs de passer devant des lions, des lycaons et des zèbres de Grévy, et de voir des troupeaux de nyalas et de gazelles avec des grues couronnées grises et des girafes. L’exposition a ouvert ses portes en 1941 et a été la première du pays à permettre aux visiteurs de voir les prédateurs et leurs proies dans un cadre naturaliste, ainsi qu’aux grands prédateurs tels que les lions d’être exposés sans cage. Ce succès a été obtenu grâce à la création d’une série de douves profondes, une installation que l’on retrouve encore aujourd’hui au zoo.
Jungleworld est une jungle tropicale intérieure abritant près de 800 espèces de plantes et d'espèces animales provenant des forêts tropicales humides, dont des loutres asiatiques, des singes langurs de Java, des gibbons, des kangourous arboricoles, un python tapis, des gavials, un léopard de l’Amour, des tapirs malais et des chauves-souris frugivores.

Quant aux primates, le zoo offre aux spectateurs la Congo Gorilla Forest, qui est la plus grande forêt tropicale artificielle au monde, avec 2,63 hectares de superficie, et qui vise à la protection des espèces ; le prix de l'entrée est en effet reversé à cette fin. On y trouve 20 gorilles, des colobes, des ouistitis pygmées, des mandrills, mais aussi des okapis et des potamochères. 

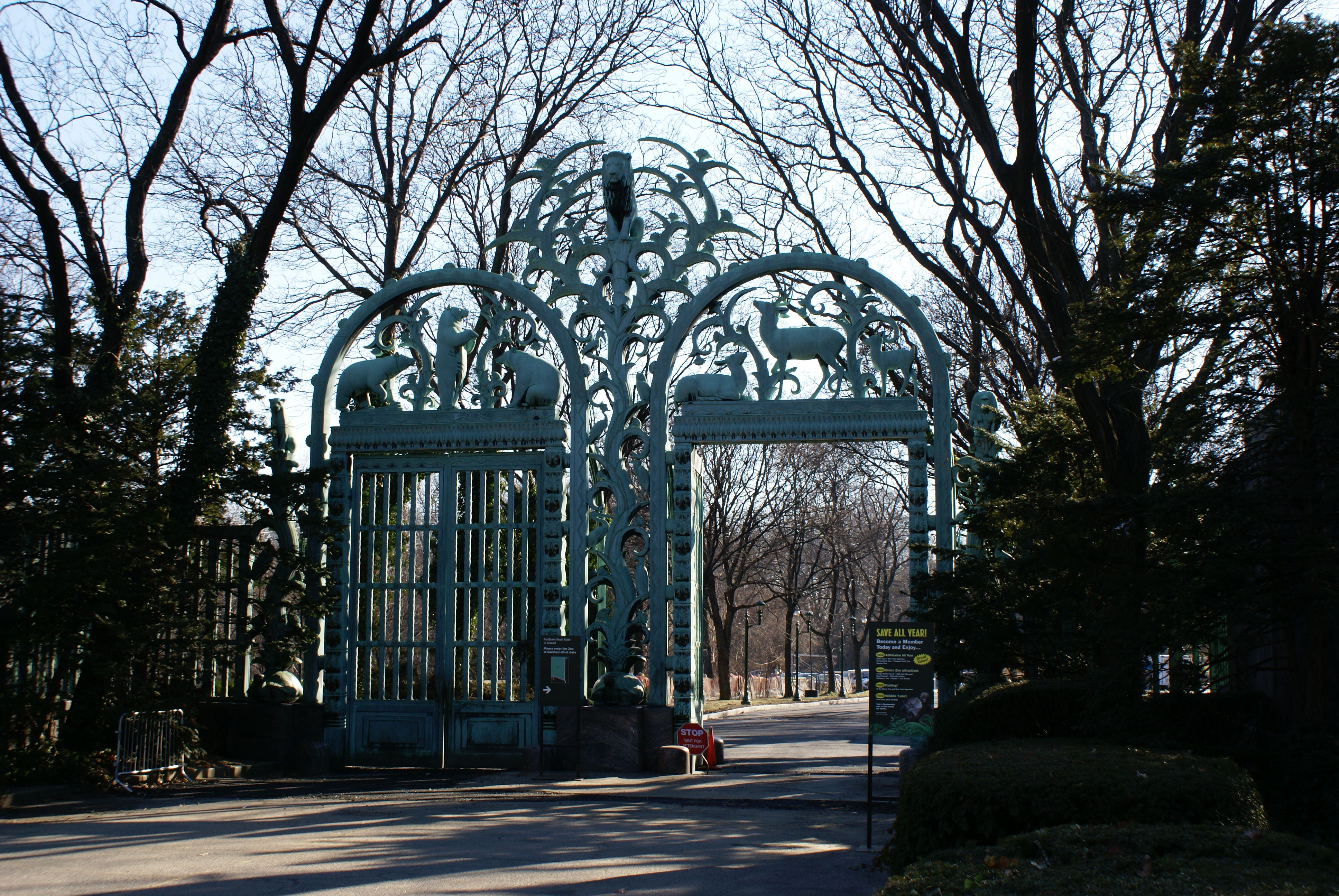
Entrée
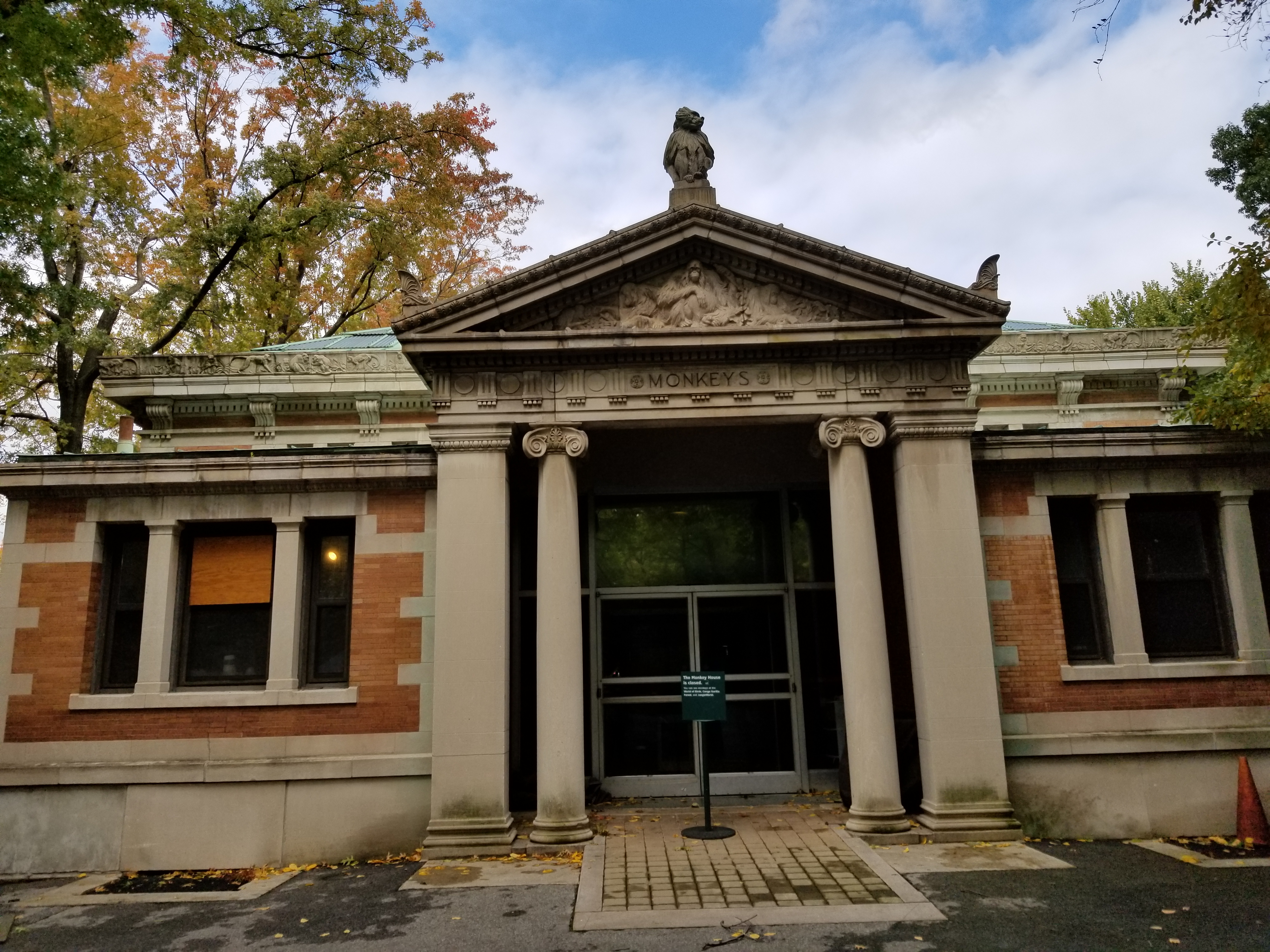
Maison des Singes
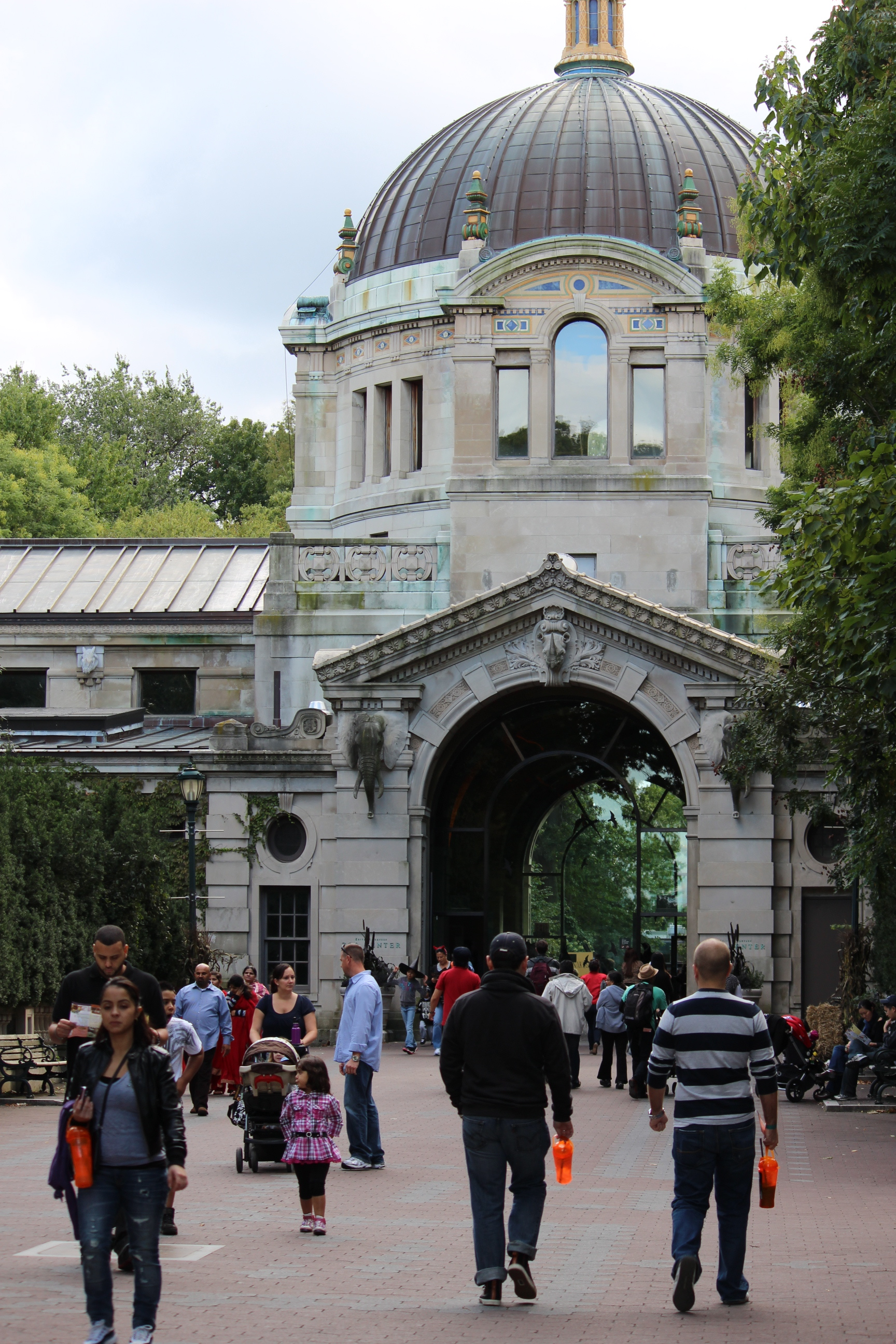
Bronx Zoo Center
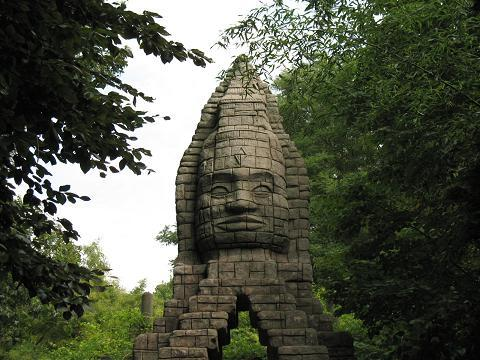
Zone Asie